# Deinopa punctifera
Deinopa punctifera là một loài bướm đêm trong họ Erebidae.